# Liste der Bodendenkmale in Schraplau
In der Liste der Bodendenkmale in Schraplau sind alle Bodendenkmale der Stadt Schraplau und ihrer Ortsteile aufgelistet. Grundlage ist die Veröffentlichung der Landesdenkmalliste mit Stand vom 25. Februar 2016.  Die Baudenkmale sind in der Liste der Kulturdenkmale in Schraplau aufgeführt.
| Denkmal-ID | Fundart            | Ortsteil  | Bezeichnung           | Zeitstellung | Lage                               | Bemerkungen                                                                               | Bild |
| ---------- | ------------------ | --------- | --------------------- | ------------ | ---------------------------------- | ----------------------------------------------------------------------------------------- | ---- |
| 428300306  | Befestigung > Burg | Schraplau | Spornburg „Alte Burg“ | Mittelalter  | östlich über dem Ort (Lage)        | moderner Friedhof mit Kirche, karolingisch mittelalterliche Burg im Nordwesten der Anlage |      |
| 428300307  | besonderer Stein   | Schraplau | Menhir „Kutschstein“  | undatiert    | 0,3 km nordwestlich vom Ort (Lage) | nicht mehr vorhanden                                                                      |      |